# Politechnika Warszawska PW-6
Politechnika Warszawska PW-6 je polský dvoumístný cvičný středoplošný kluzák kompozitové konstrukce.

## Historie
V letech 1990–1993 vznikl na Varšavské polytechnice pod vedením konstruktéra Romana Świtkiewicze projekt kluzáku PW-5 Smyk. Ten byl v roce 1994 vybrán organizací FAI jako monotyp Světové třídy. Kluzák PW-6 byl konstruován jako pokračovací cvičný typ s vyššími výkony. Prototyp byl zalétán v roce 1998. Typovou certifikaci získal v roce 2000. Výroba probíhala od roku 2000 v PZL-Świdnik a od roku 2007 v továrně Zaklad Szybowcowy Jezow.

## Specifikace

### Technické údaje
- Posádka: 2 osoby
- Délka: 7,85 m
- Výška: 2,44 m
- Rozpětí: 16 m
- Plocha křídla: 15,25 m²
- Prázdná hmotnost: 360 kg
- Maximální vzletová hmotnost: 546 kg

### Výkony
- Maximální rychlost: 260 km/h
- Pádová rychlost: 68 km/h
- Minimální opadání: 0,75 m/s
- Klouzavost: 34:1